# Omikron
Omikron (grčki srednji rod: Όμικρον; veliko slovo Ο; malo slovo ο) petnaesto je slovo grčkog alfabeta i ima brojčanu vrijednost 70. Izgovara se /o/ u modernome grčkom. Naziv dolazi od o+mikron (ό-μικρον) za mali (kratki) glas o.

## Podrijetlo
Slovo ajin iz feničkog pisma izvor je grčkih slova omikron i omega. Oba grčka slova služe za zapis samoglasnika, dok je semitsko ajin predstavljalo zvučni faringalni frikativ /ʕ/).

## Šifra znaka
|                   | Veliko slovo O               | Malo slovo o               |
| ----------------- | ---------------------------- | -------------------------- |
| Unicode Codepoint | U+039F                       | U+03BF                     |
| Unicode-Ime       | GREEK CAPITAL LETTER OMICRON | GREEK SMALL LETTER OMICRON |
| HTML              | &#927;                       | &#959;                     |
| HTML-Identitet    | &Omicron;                    | &omicron;                  |